# Kostel svatého Stanislava (Bošovice)
Kostel svatého Stanislava je římskokatolický chrám v obci Bošovice v okrese Vyškov. Je chráněn jako kulturní památka České republiky.

## Historie
Kostel svatého Stanislava je dominantou obce Bošovice. Na dnešním místě byla v letech 1566–1620 postavena hlavní loď kostela. Hlavní loď v sobě skrývá zbytky gotických prvků. Koncem 18. století byla k lodi přistavěna kaple s oltářem sv. Izidora Vendelína – patrona rolníků. Věž kostela a kůr byly přistavěny v roce 1851.
V letech 1996–2005 proběhla generální oprava kostela. Jednomanuálové varhany postavil varhanář Gottwald ze Bzence v roce 1842. Jsou jediným dochovaným nástrojem tohoto typu v českých zemích. V letech 2013–2015 se podařilo uskutečnit jejich generální opravu.

## Popis
Jde o jednolodní stavbu s odsazeným pětibokým kněžištěm, ke kterému přiléhá čtyřboká sakristie. Závěr kněžiště je opatřen opěrnými pilíři s pultovou stříškou. V hladkých fasádách jsou prolomena velmi nízká, půlkruhem završená okna. Kněžiště je zaklenuté valenou klenbou, sakristie a loď mají ploché stropy.
Jde o farní kostel farnosti Bošovice.